# Brdice pri Neblem
Brdice pri Neblem – wieś w Słowenii, w gminie Brda. W 2018 roku liczyła 56 mieszkańców.